# Pseudoleucopis vittata
Pseudoleucopis vittata är en tvåvingeart som beskrevs av Tanasijtshuk 1996. Pseudoleucopis vittata ingår i släktet Pseudoleucopis och familjen markflugor. Inga underarter finns listade i Catalogue of Life.